# كارلوس فلوريس (لاعب كرة قدم مواليد 1978)
كارلوس فلوريس (بالإسبانية: Carlos Flores Ascencio)‏ هو لاعب كرة قدم بيروفي في مركز الدفاع، ولد في 10 أغسطس 1978 في بيرو. لعب مع ديبورتيفو وانكا وسبورت وانكايو.

## وصلات خارجية
- كارلوس فلوريس (لاعب كرة قدم مواليد 1978) على موقع قاعدة بيانات كرة القدم.إي يو (الإنجليزية)